# Puerto Rico (Meta)
Puerto Rico è un comune della Colombia facente parte del dipartimento di Meta.
Il centro abitato venne fondato da un gruppo di coloni nel 1962, mentre l'istituzione del comune è del 10 febbraio 1985.